# 升秀夫
升 秀夫（ます ひでお、1979年8月10日 - ）は、日本のドラマー。ロックバンドBUMP OF CHICKENでドラムスを担当。宮城県角田市生まれ、千葉県佐倉市出身。LONGFELLOW所属。

## 来歴
1979年、宮城県にて生まれ、その後千葉県佐倉市に移る。臼井幼稚園ではのちのBUMP OF CHICKENのメンバー全員と出会った。
卒園後は直井由文、増川弘明と同じ佐倉市立臼井小学校に進学（藤原基央は別の小学校に通う）。臼井小学校を経て、佐倉市立臼井西中学校に進学すると、BUMP OF CHICKENの現メンバー全員が再会した。1994年には、升が中心となり、BUMP OF CHICKENの前身バンドを結成（後述）。中学卒業後は増川とともに千葉県立佐倉高等学校へ通いながらバンド活動を続けていた。その後バンドが現体制となると、1996年2月11日には「ティーンズ・ミュージック・フェスティバル'96」に出場し初めての活動を行った。なお、升は高校を経て、獨協大学外国語学部フランス語学科を卒業している。

## 人物・エピソード
BUMP OF CHICKEN結成の立役者である。中学生時代、X JAPANに衝撃を受けた升はバンド結成を計画し、帰りの会の時間に藤原基央をスカウトした。その時の一言は「俺と一緒にロックを変えようぜ!」（正確には「ロックを変えるんじゃなかったのかよ！」というニュアンス）だったという。藤原の小学校の卒業文集（『だまれガチャピン』）を見て「こいつはすげえぜ」と早くから友達になりたがっていたとのこと。藤原の他に、増川をボーカルとしてスカウトしたこともあったが、ボーカルには向いていなかったため失敗に終わった。升自身は当初はベースがやりたかったらしいが、友人にゴミ捨て場にドラム（パール製）が捨ててあると聞きそれを拾い、ドラム担当となる。「彼がドラムを拾わなかったらこのバンドは結成されていなかった」とメンバーは口を揃えている。
未年・獅子座。血液型A型。姉が1人いる。インディーズ時代は、バンド資金の管理や（Beat Brust in Japanのグランプリで獲得した）Macintoshを駆使したDMの住所管理なども引き受けていた。非常にしっかりしたマネージメントでスタジオ代の徴収、ライブチケット売上の分配なども行なっていたという。BUMP OF CHICKENとしてパーソナリティを務めるラジオ番組「PONTSUKA!!」では、第一声「深夜3時をまわりました」と、ジングル前までのお便りを担当。日常的な移動手段として、自転車（ロードバイク）を使用している。
好きなドラマーはYOSHIKI、キース・ムーン。CANOPUSのエンドーサー契約を結んでいるほか、Dragon Ashのドラマー・桜井誠と専用スタジオをシェアしている。
愛称は、秀ちゃん。ただし、直井はTwitterなどで「ヒデちゃん」と表記することもある。

## 使用機材
カノウプスのエンドーサーであり、同メーカーのメイプル・シェルを中心にセッティングしている。
シンバルはパイステ、ペダル類はDWやTAMA、スティックはPro-Markを使用。
レコーディングではラディック・ムッサーも使用している。
一時期、ヤマハのドラムを使用していたこともあった。「ダイヤモンド (2000年)」までの楽曲はヤマハだと思われる。